# Umpalá (Piedecuesta)
Umpalá, cuyo nombre significa "lugar a donde solo llegan los dioses", es un centro poblado del municipio de Piedecuesta, Santander, Colombia, se halla a una altitud de: 1200 a 1400 msnm. Cuenta con una temperatura que oscila entre los 20 (noche) y 30 grados centígrados (día). Con un clima predominantemente seco y soleado, con muy bajas precipitaciones, solamente 732mm de agua por año. Tiene varias fuentes hídricas como: El Río Manco, El Río Umpalá, el Río Pescadero y el Río Chicamocha, que finalmente se encuentra con el Río Suárez para formar así el Río Sogamoso que desemboca en La Represa de Topocoro (Hidrosogamoso).